# Johann Christian Poggendorff
Johan Christian Poggendorff, né à Hambourg le 29 décembre 1796 et mort à Berlin le 24 janvier 1877 est un physicien allemand.

## Biographie
Fils d'un négociant qui perd toute sa fortune dans les désastres de 1813 et de 1814, il est destiné lui-même à la carrière commerciale, mais il préfère suivre son goût pour les sciences naturelles, étudie la pharmacie, la chimie et la physique et va, en 1820, grossir le nombre des étudiants de l'université de Leipzig. Dès l'année suivante, il publie dans un recueil scientifique son premier travail, une savante dissertation sur le magnétisme de la pile de Volta, intéressante surtout en ce qu'il expose, le premier, les principes du multiplicateur ou galvanomètre et son application, découverte qui sera aussi attribuée à Schweigger. En 1824, il succède à Gilbert comme rédacteur en chef des Annales de physique et de chimie, importante publication, dans laquelle il insère de nombreux articles et mémoires. En 1834, il devient professeur de physique à l'Université Frédéric-Guillaume de Berlin et, en 1838, membre de l'Académie des sciences. Ce savant s'occupe ainsi particulièrement d'électricité, de magnétisme et de galvanisme.
On lui doit une nouvelle méthode pour déterminer les courants qui correspondent aux déviations de l'aiguille d'un électromètre, d'intéressants travaux sur la mesure exacte de la force des piles non constantes, sur la polarisation galvanique, etc., et l'invention de divers instruments de physique, tels que le multiplicateur, le galvanomètre destiné à mesurer l'action calorique d'un courant, etc. Alors qu'il travaillait à l'université Frédéric-Guillaume de Berlin, il inventa la pile électrique au bichromate, en 1842. Il améliora le mécanisme de lecture angulaire utilisés sur les galvanomètres, ce qui lui permit de mesurer des variations de l'ordre du nanoampère.
Il décrit l'illusion de Poggendorff en 1860 : les deux parties d'un segment oblique masqué par une bande sécante semblent décalées.

## Publications
- Histoire de la physique, traduction de Bibart et de La Quesnerie aux ed. Dunod en 1883
- Esquisses pour servir à l'histoire des sciences exactes (Berlin, 1853).
- Biographisch-literarisches Handwörterbuch zur Geschichte der exacten Wissenschaften (Berlin, 1858-1861). La parution de cet ouvrage se poursuit jusqu'à aujourd'hui : plus d'informations ici et là
- Il a collaboré au Dictionnaire de chimie de Liebig et Wöhler.